# Solfångare
Ej att förväxlas med solpaneler/solceller, vilka omvandlar solljus till el.

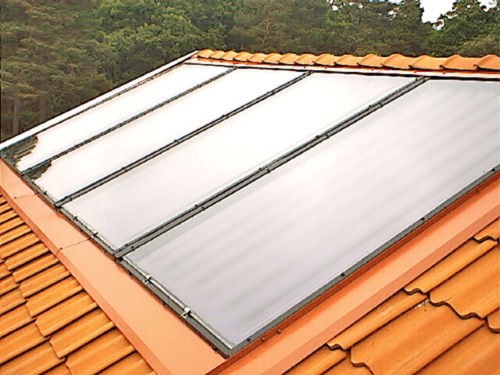
Plana solfångare infällda i tegeltak

Solfångare eller egentligen termiska solfångare är byggda för att koncentrerat ta emot solinstrålningens värme och utnyttja den till uppvärmning av anläggningar av olika slag, i huvudsak hus, tappvarmvatten och pooler. Genom solfångaren passerar ett lämpligt medium, vanligtvis en vattenbaserad vätska,  som för värmen vidare. Vanligen förs den uppvärmda vätskan i första hand till något slags lagringsutrymme, direkt eller indirekt, via värmeväxlare. I de flesta fall rör det sig om så kallade ackumulatortankar. Det förekommer också solfångare som använder luft istället för vätska som värmemedium. Sådana solfångare används oftast i fritidshus där dessa system kan kombineras med ventilation och därmed driva ut kyla och fukt vid soliga dagar även när huset står tomt.
Genom att använda vätska kan värmen lättare transporteras och lagras än när luft används. Detta gör att vätskebaserade system kommit att få större genomslagskraft. Värmen magasineras i ackumulatortankar till solfattiga dagar och kan på så sätt utnyttjas bättre framförallt under sommarhalvåret. Däremot är det svårare att lagra värmeöverskott från den varma delen av året ända till vintern. Det förekommer försök med långtidslagring av värmeenergin i välisolerade värmemagasin, men detta kräver stora investeringar och är hittills mycket ovanligt. Att låta solfångarna arbeta mot ett bergvärmehål är något som diskuteras och studier har gjorts kring denna möjlighet.

## Olika typer av vätskebaserade solfångare
Plana solfångare, vakuumrörsolfångare samt koncentrerande solfångare är de olika huvudtyper som finns. Vanligast är plana solfångare. Det finns även solfångare för pool, samt så kallade heliostatanläggningar för produktion av el (termiskt solkraftverk).

### Poolsolfångare
I sin enklaste form är en poolsolfångare en svart slang. Isolationen är naturligtvis inte den bästa, men konstruktionen kan ge mer effekt än man kan tro.
Detta är ett enkelt och billigt sätt att höja temperaturen i badpoolen eller för varmvattnet i sommarstugan.

### Plan solfångare
En plan solfångare består av en hel absorbatorplåt som på baksidan är försedd med en rörslinga för värmebäraren (glykol/vatten). Hela absorbatorpaketet sitter i en välisolerad låda med en glasskiva framtill. Lådan kan monteras direkt på takets ströläkt och kan därmed ersätta tegelpannorna på samma yta. Isolationsförmågan hos en plan solfångare, som kan monteras integrerat i taket, blir betydligt bättre än för fristående konstruktioner. 
Den plana solfångaren fångar upp all infallande strålning mot panelen medan till exempel vakuumrörssolfångarpaneler har ett glapp mellan vakuumrören där solinstrålning går förlorad. Dagg, snö och frost avdunstar snabbt från en plan solfångare genom att glaset värms upp underifrån. Så kallade full-plate absorbatorer har en enda hel absorbatoryta vänd mot solen och kan läggas kant i kant och utnyttjar därmed maximal del av den infallande strålningen per takyta. Den plana solfångaren får därmed en lägre arbetstemperatur per ytenhet på absorbatorn/värmeväxlaren och är inte beroende av vakuum för att fungera. Detta ger en avsevärt längre livslängd för plana solfångare jämfört med vakuumberoende konstruktioner av likvärdigt tillverkningsmaterial.

### Vakuumrörsolfångare

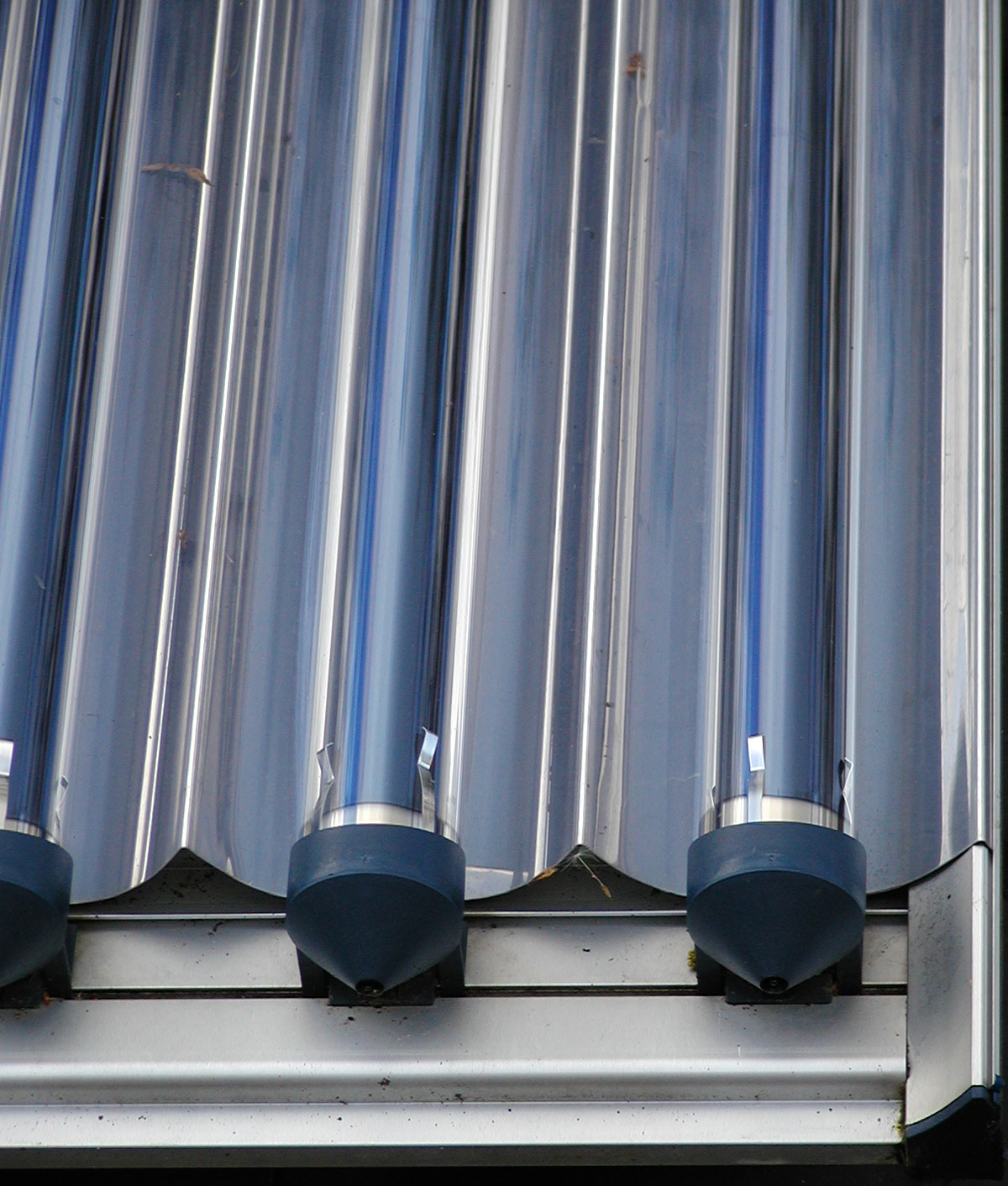
Vakuumrörsolfångare

En vakuumrörsolfångare består av ett antal vakuumrör. Vakuumrören är utformade som en termosflaska, d.v.s. konstruktionen innefattar två rör med vakuum mellan dem. Det yttre röret är transparent och det inre utgör själva absorbatorn. I det inre röret blir luften mycket varm och det är denna uppvärmda luft som ger energin.
Det finns i huvudsak två sätt att transportera ut värmen på:
1. U-rör: Ett kopparrör går ner i det inre röret och vänder i ett U. I kopparröret cirkulerar en värmebärare (glykolblandning), som kyler luften i vakuumröret och som transporterar bort värmen till exempelvis en ackumulatortank.
2. Heat-Pipe: En kopparpistong innehållande en vätska förs ner i vakuumröret. Toppen på pistongen förs in i en värmeväxlare.
När värmen stiger i vakuumröret förångas vätskan i pistongen och stiger uppåt till värmeväxlaren. I värmeväxlaren kyls den förångade vätskan av och kondenserar och rinner tillbaka ner i pistongen för att där åter hettas upp. En solfångare med heat-pipe måste därför monteras lutande för att möjliggöra återflöde av bildat kondensat. Värmen förs vidare från värmeväxlaren till exempelvis en ackumulatortank. 
Vakuumrörets stagnationstemperatur, d.v.s. när det får stå i fullt solsken och utan värmeavledning, är hög eller 230-250 °C beroende på konstruktionens isolationsförhållanden. Ca 50-70% av solinstrålningens energi mot röret kan erhållas i centrumröret, vilket innebär att en solfångare kan leverera effekter upp till 500-700 W/m² vid fullt solsken och producera totala energimängder på upp mot 500-700 kWh/m² per år.  
Verkningsgraden hos alla typer av solfångare påverkas negativt av temperaturskillnaden mellan solfångaren och omgivningen. Hur verkningsgraden avtar vid ökande temperaturskillnad beror bl.a. på solfångarens isolation. 
Exempelvis är en enkel svart slang dåligt isolerad och en stor del av energin strålar då ut till atmosfären. En plan solfångaryta är bättre, men vakuumrör, räknat på aktiv yta, är bäst i denna jämförelse.
Vakuumrörets goda isolationsförmåga (under de första åren) innebär att verkningsgraden blir i klass med en plan solfångare trots att den belysta ytan är mindre räknat på byggytan på taket. Samtidigt innebär detta att vakuumröret är kallt på ytan och därmed inte "frostar av sig" som andra konstruktioner, vilket är viktigt i Norden.
Sommartid, med full solinstrålning, är det mindre skillnad i verkningsgrad mellan de olika typerna av solfångare. Till och med en svart slang kan då vara riktigt konkurrenskraftig.
Skillnaderna i prestanda mellan U-rör, "heat pipe" och plana solfångare är generellt inte mätbara räknat som årsutbyte. Då är det större skillnad mellan olika fabrikat än mellan de olika typerna av solfångare. 
Solfångare går att hänga direkt på en vägg där den vintertid håller sig snöfri och kan fånga upp vinterns lågt stående solinstrålning. Fäster man solfångaren med gångjärn kan man ändra vinkeln efter årstiderna − t.ex. vinter 80˚, sommar 30˚ och vår/höst 60˚ relativt markplanet.
Det finns några producenter som tillverkar vakuumrör, som med ett slutet system kan monteras 360 grader, D.v.s. även på platta tak och på en fasad. De kan då integreras i arkitekturen på ett mer spännande sätt utan att tappa verkningsgrad då rören kan justeras individuellt till bästa position mot solen.

### Koncentrerande solfångare
Solfångarens effektivitet kan ökas med reflektorer som samlar ljuset. Med solföljning och reflektorer kan en solfångare leverera mångdubbelt mer energi än en vanlig plan installation, men detta tar naturligtvis mer plats och blir dyrare. En fördel med dessa är att de samtidigt kan producera elström. Sverige har en lång forskningstradition på koncentrerande solvärmesystem.